# 氷見事件
氷見事件（ひみじけん）とは、2002年（平成14年）1月14日と3月13日に富山県氷見市で相次いで発生した強姦および強姦未遂事件であり、犯人としてタクシー運転手の男性が誤認逮捕された冤罪事件である。タクシー運転手の男性は懲役3年の有罪判決を受けて服役したが、2006年に真犯人の男が見つかった。富山事件とも呼ばれる。

## 事件の経過
2002年1月14日20時30分ごろ、被害者女性A（事件当時18歳）が、自宅に侵入してきた男によってナイフを突きつけられて脅され、強姦される事件（A事件）が発生。同年3月13日14時40分ごろには、被害者女性B（当時16歳）が自宅で果物ナイフを突きつけられて脅され、強姦されそうになる事件（B事件）が発生した。以上2事件は、いずれも富山県氷見市で発生したものである。
2002年4月15日、B事件の被疑者として、タクシー運転手の男性甲（以下甲）が強姦未遂容疑で富山県氷見警察署に逮捕され、5月5日には別の事件で再逮捕された。逮捕のきっかけは甲が少女らの証言する犯人と似ていたこととされる。
取調べは任意で行われたにもかかわらず、4月8日以降断続的に3日間、朝から晩まで長時間にわたった。4月15日の3回目の取り調べで、既に何が何だか分からなくなり疲れ切っていた甲に対し、取調官は「お前の家族も『お前がやったに違いない。どうにでもしてくれ』と言ってるぞ」などという嘘で自白を誤導した。絶望した甲は容疑を認め、自白したとして逮捕された。逮捕状は既に準備されていた。
甲の逮捕を受け、自白の裏付け捜査が行われた。その際に捜査員が氷見署に提出した事件報告書には、逮捕前の段階で、被害者の目撃証言にあった星のマークの運動靴が被疑者の自動車の後部座席付近にあったと記されている。
甲は、取調官に「はい」か「うん」しか言うなと言われ、怖くて「おかしい」などとは言えなかったという。自宅の捜索では星のマークの運動靴は発見されず、取調官が「捨てたんだろ」と言うので甲は「はい」と答えた。警察は彼が捨てたと供述した場所を捜索したが、やはり運動靴は発見されなかった。取調官が「燃やしたんだろ」と言うので甲は「はい」と答え、運動靴は自宅で燃やしたことにされた。被害者目撃証言では犯行時サバイバルナイフを突きつけられ、チェーンで手を縛られたとされたが、取調官は甲の記憶違いとして甲の自宅の捜索で出た果物ナイフとビニールひもを証拠とした。被害者自宅の見取り図も、取調官が甲の後ろから手をとり書かせた。また、科学捜査研究所の担当者は、現場に残っていた体液が甲の血液型と一致しない可能性を認めながら、氷見署長から依頼がなかったという理由で再鑑定しなかった。
この逮捕には、自白に「秘密の暴露が全くない」こと、犯行当時の明白なアリバイ（犯行時刻とされた時間帯に自宅から知人に電話をかけたというNTTの通話記録など）が存在したこと、現場証拠である足跡が28 - 28.5 cmだった一方、甲の足はそれより小さい24.5 cmであることなどから、立件は無理ではないかとの声が氷見署内にさえもあった。しかし、甲は2002年5月24日にA事件で、同年6月13日にB事件でそれぞれ、富山地方裁判所高岡支部へ起訴された。その後、甲は公判中も一貫して罪を認め、同年11月27日に富山地裁高岡支部で両事件の犯人と認定され、懲役3年（未決拘置日数中130日算入）の有罪判決を宣告された。被告人の甲が控訴しなかったため、判決は同年12月12日に確定し、甲は2005年（平成17年）1月13日に仮出所するまで、福井刑務所に服役した。
当番弁護士として同年4月17日に甲と接見した弁護士（山口敏彦）は、甲の「やっていない」という訴えを聞いたが、その後は同年7月2日まで接見に行かず、起訴後に甲の国選弁護人として就任して以降も、（執行猶予を狙い、被害者に計250万円を支払うことを提案するなど）有罪であることを前提とする弁護活動を行った。
一方、甲の逮捕後も強姦事件が起きていた。被害者の証言で共通していたのは、強姦後「100を数えるまで動くな」と逃げる時間稼ぎがされていたことであった。
このように手口が類似する事件が発生していたにもかかわらず、富山県警は捜査を行わなかった。後に真犯人として逮捕された人物は、服役中に報道機関に寄せた手紙の中で「富山県警は甲が犯人ではないと分かっていたが、それを隠蔽した」と記している。

### 真犯人判明後
甲が刑期を終えて出所した後の2006年（平成18年）8月、真犯人の男Xは別の強制わいせつ事件で鳥取県警察に逮捕され、同年10月には（A・B両事件とは別の強姦致傷・強姦未遂容疑で）氷見署に逮捕された。同年11月中旬、Xは氷見署の取り調べに対し、A・B両事件について自白し、両事件について詳細に供述した。両事件の犯行現場にあった足跡とXの足跡が一致したことや、犯行時刻は甲宅の電話の通話時刻と近接していた（甲の犯行は困難である）ことなどが判明したため、Xは両事件の真犯人として、2007年（平成19年）1月19日にA事件の強姦容疑と、B事件の強姦未遂容疑で氷見署によって再逮捕された。
富山県警は2007年1月17日、甲の親族へ経緯を説明して謝罪し、真犯人としてXを逮捕した1月19日に記者会見で事実を発表した。これを受け、富山地検高岡支部は同年2月9日、真犯人X（それ以前に婦女暴行傷害など10件で起訴）を両事件の被告人として起訴するとともに、甲の名誉回復を急ぐため、富山地裁高岡支部に甲への無罪判決を求める再審を請求した。また、1月29日に富山地検の検事正が甲に直接謝罪した。
再審の論告公判は8月22日に行われ、検察官・弁護人の双方が甲に無罪を求めた。同年10月10日、富山地裁高岡支部（藤田敏裁判長）は甲に無罪判決を言い渡した。また検察側が控訴しなかったため判決はそのまま確定した。一方、XはA・B両事件を含め、富山・石川・鳥取の3県で、少女（被害者はいずれも当時13 - 18歳）を標的とした同様の手口による14件の婦女暴行事件を起こしたとして起訴され、2007年11月14日に富山地裁高岡支部（藤田敏裁判長）で懲役25年（求刑：懲役30年）の実刑判決を受けた。判決は同月29日付で確定し、Xは岐阜刑務所に収容された。
富山県警が冤罪事件について謝罪したとされる1月23日夜の翌日、24日昼に、甲は富山地検に呼び出され、「当時の取り調べ捜査官、担当検事を恨んでいません」などという内容の調書を意思に反して作成させられた上、甲が知らないはずの事件の詳細についての自白書類が富山県警により捏造され、署名・指印させられたことが判明している。
無罪となった甲は真犯人発覚後、マスコミのインタビューに答え、尋問した刑事から「身内が間違いないと認めている」と告げられ弁明しても聞いてもらえず、罪を認めざるを得ない状況に陥ったと答えている。また、同意すること以外は意見を述べることを刑事から禁じられた上で、刑事の言うことが事実だという念書を書かされ、署名させられていたとも告白している。
再審では尋問した取調官の証人尋問が却下されている。藤田敏裁判長が「ただ単に無罪判決を出す手続きにすぎない」と理由を述べたためで、この発言に対し、「本気で真相を究明し、反省する気があるのか」という疑問や非難が出た。さらに判決公判でも謝罪は裁判所側からは一切行われておらず、甲は判決中述べた裁判官のあまりにも他人事な発言に「むかついた」と怒りを露わにした。
無罪判決が確定したものの、取調べをした警察官などの証人尋問および処分が実施されていないなど、冤罪事件が発生した経緯が解明されていないとして、甲は2009年5月14日に国家賠償訴訟を提訴した。
2014年2月17日の富山地裁での第24回口頭弁論の取調官の証人尋問で、被害者の自宅の見取り図は甲に確認しながら取調官が見本を書き清書させたと取調官は証言した。凶器、被害者の縛り方など容疑者が知り得ない事柄には取調官が選択肢を示し供述を得ていたことも認めた。同年4月21日の富山地裁での第25回口頭弁論で事件当時の検察官は、通話記録について見たが精査しなかったと弁明した。足跡のサイズの差についても、バスケットシューズは大きめを履くこともあり矛盾するとは思わなかったと弁明した。
2015年4月に富山地裁は、富山県警の捜査の違法性を認め、県に1966万円の支払いを命じる判決を言い渡し確定した。

## その後
他の冤罪事件の被害者たちも同様の経験を証言をしていることから、このような方法は冤罪を生み出す手法として時代や場所を選ばずに行われている方法であるとも指摘される。6日には、日本弁護士連合会主催で「えん罪を生み出す取調べの実態」というシンポジウムが緊急に開かれている。日弁連側は取調べを録画・録音（「可視化」）する事でこのような事態を防ぐべしと主張している。
当時の富山県警安村隆司本部長は「結果においては誤認逮捕になりましたけれども、当時の捜査幹部の指揮あるいは捜査員の捜査手法、それを一つ一つをあげつらって捜査の懈怠があった、あるいは、そこに捜査のミスがあったという事で処分に該当するものだというふうに判断できるのか、どうかと言う事になると、当時の捜査状況をつぶさに検証した立場からして（処分を）ちゅうちょせざるを得ない。」として富山県警は誰一人処分されなかった。
さらに、長勢甚遠法務大臣（当時）が再審前の2007年1月26日、甲に対し謝罪した際、自白の強要については違法性が無いと述べ、当時の捜査員に対して処分は行わないことを決定している。
甲は出所後、地元富山県で再就職活動をしたが25社で不採用になった。また、2009年に国家賠償訴訟を提訴したことで「これ以上家の姓を汚すな」と兄、姉に告げられ、断絶状態となった。
甲は、取調べで受けた威嚇のPTSDで就職活動をドクターストップされ、2年余り服役した補償として国から約1000万円を受け取ったが、生活費や弁護士費用で底を突き、東京都杉並区で生活保護を受けていた。
なお、甲は現在は結婚し、喫茶店を開業している
警察・検察の捜査機関が「カメラがあると容疑者が話しにくくなり真実が見えなくなる」と全面可視化に抵抗している事に対して、2014年4月22日に法務省法制審議会要請共同行動として、甲は他の冤罪被害者と全面可視化を要請した。

## 本事件を扱った映像媒体
- フジテレビ系列『奇跡体験!アンビリバボー』2020年4月2日放送回「誰ひとり信じてくれない！現代日本で本当にあった恐怖SP」[24]